# Logania minor
Logania minor là một loài thực vật có hoa trong họ Mã tiền. Loài này được (J.M. Black) B.J. Conn mô tả khoa học đầu tiên năm 1995.